# Шацкая, Нина Аркадьевна
Ни́на (Нинэ́ль) Арка́дьевна Ша́цкая (род. 22 апреля 1966, Рыбинск, Ярославская область, РСФСР, СССР) — российская исполнительница русских романсов и англоязычных джазовых композиций, заслуженная артистка России (2004).

## Биография
Нина Шацкая родилась 22 апреля 1966 года в городе Рыбинске Ярославской области, в семье музыканта и дирижёра Аркадия Исааковича Шацкого.

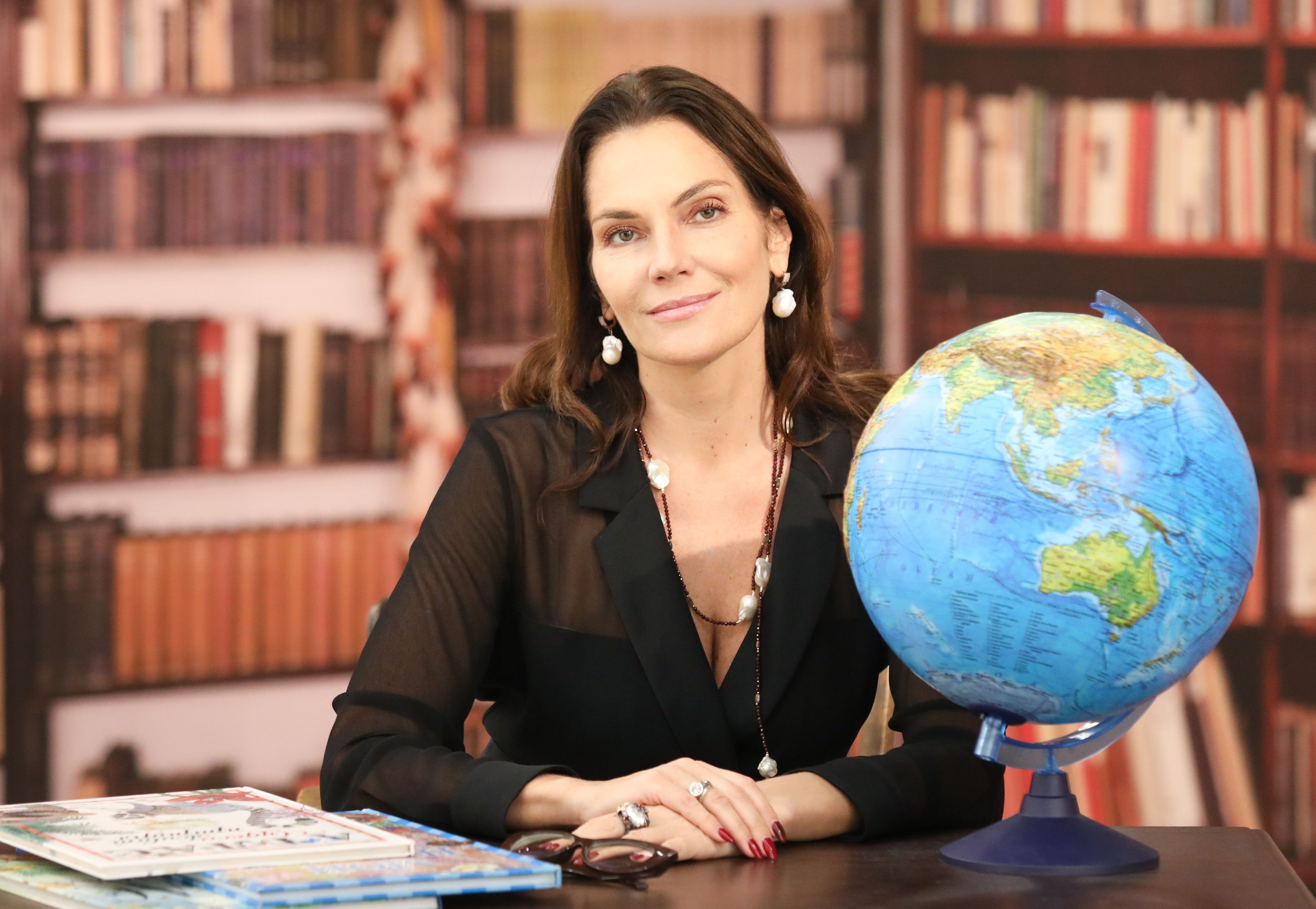
Нина Шацкая в Российской государственной детской библиотеке. Географический диктант.

Первые музыкальные «шаги» делала в коллективе отца — джаз-оркестре «Радуга». Училась в Ленинграде, где одновременно окончила Школу-студию мюзик-холла.
В 1988 году окончила факультет культурно-просветительской работы Санкт-Петербургского гуманитарного университета профсоюзов (СПбГУП), который был создан в 1991 году, по специальности «Социально-культурная деятельность».
После переезда в Москву вокальное мастерство развивала в классе профессора Российской академии музыки имени Гнесиных, заслуженного работника культуры Наталии Зиновьевны Андриановой.
В репертуаре певицы Нины Шацкой есть и романсы, и джаз, и ретро, и русские песни. Из сольных проектов следует отметить цикл «Осенний триптих» (2005), состоявший из концертов «Изумруд», «Jazz Mainstream» и «Песня о счастье», а также концертные программы «Музыка любви» (2006), «Снегурочка» (2007), «От романса до джаза» (2008), «Игра любви» (2009). Также в репертуаре Нины Шацкой появилась программа романсов на стихи Анны Ахматовой, посвящённая 120-летию со дня рождения поэтессы, — цикл баллад под названием «Колдунья» (2009), записанный в сопровождении Российского государственного симфонического оркестра кинематографии под руководством Сергея Скрипки.
На счету Шацкой есть две эпизодические роли в телесериалах — «На углу, у Патриарших» (1995) и «В круге первом» (2005).
В сентябре 2017 года певица приняла участие в шестом сезоне телевизионного вокального шоу талантов «Голос» на «Первом канале».

### Личная жизнь
В 2019 году Нина Шацкая вышла замуж за главного редактора и владельца газеты «Московский комсомолец» Павла Николаевича Гусева (род. 4 апреля 1949, Москва). Для 53-летней певицы этот брак стал первым, а для 70-летнего Павла — четвёртым.

## Дискография
- «Игра любви» (2000)
- «Леди-романс» (2002)
- «Золотые россыпи романса» (2003)
- «Песня о счастье» (2005) (концерт с оркестром Анатолия Силина)
- «Изумруд» (2005) (концерт)
- «Jazz mainstream» (2005) (концерт)
- «Зефир» (2009)
- «Колдунья» (2009) (концерт)

## Награды
- Орден «За заслуги в культуре и искусстве» (3 марта 2025 года) — за заслуги в области культуры и искусства, многолетнюю плодотворную деятельность[5].
- Заслуженная артистка России (19 июля 2004 года) — за заслуги в области искусства[2].